# Xylophanes letiranti
Xylophanes letiranti là một loài bướm đêm thuộc họ Sphingidae. Nó được tìm thấy ở Panama và Costa Rica.
Sải cánh dài 102–112 mm. Nó gần giống loài Xylophanes crotonis nhưng lớn hơn và tối hơn và râu khỏe hơn.